# Belgische militaire begraafplaats van Lier

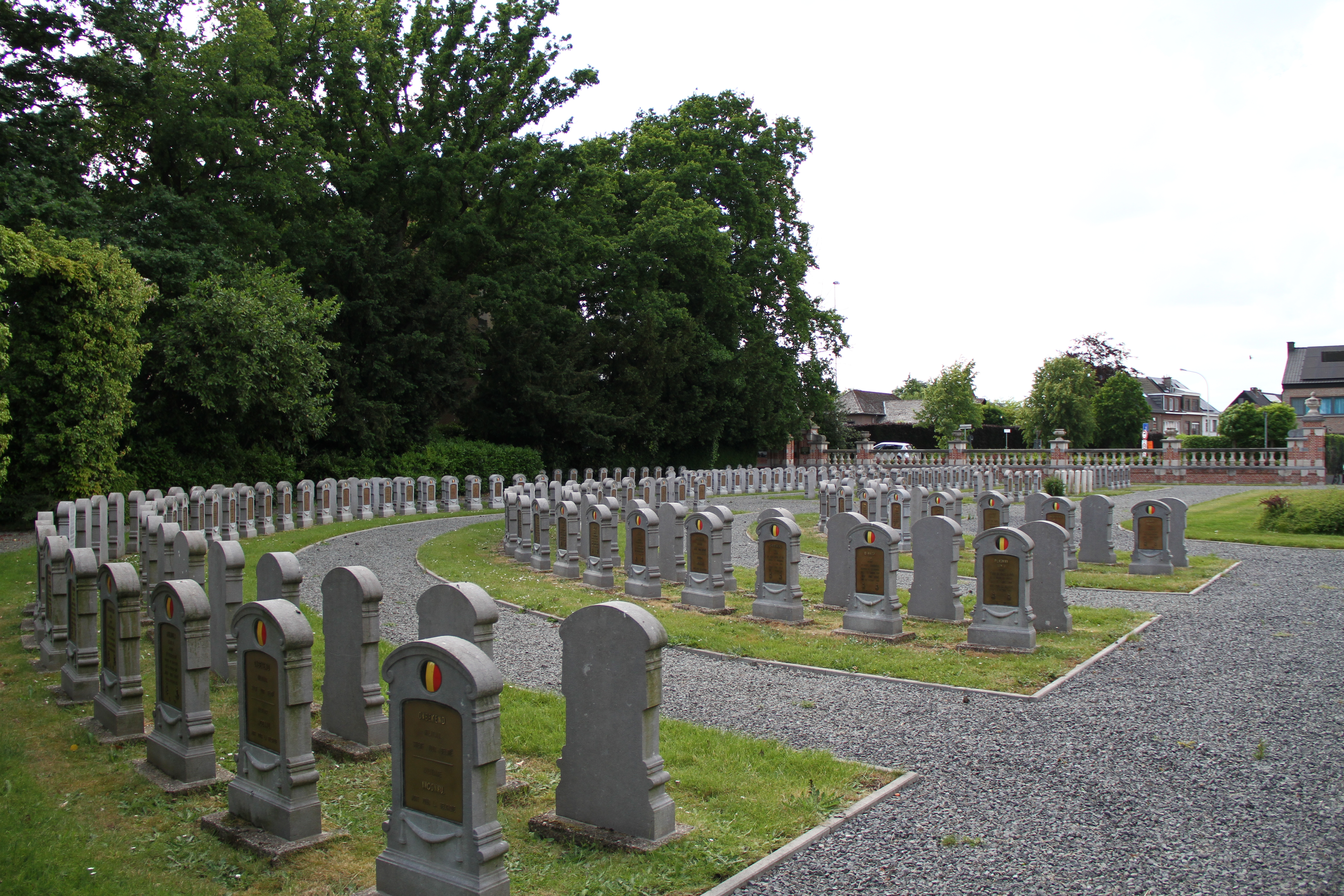

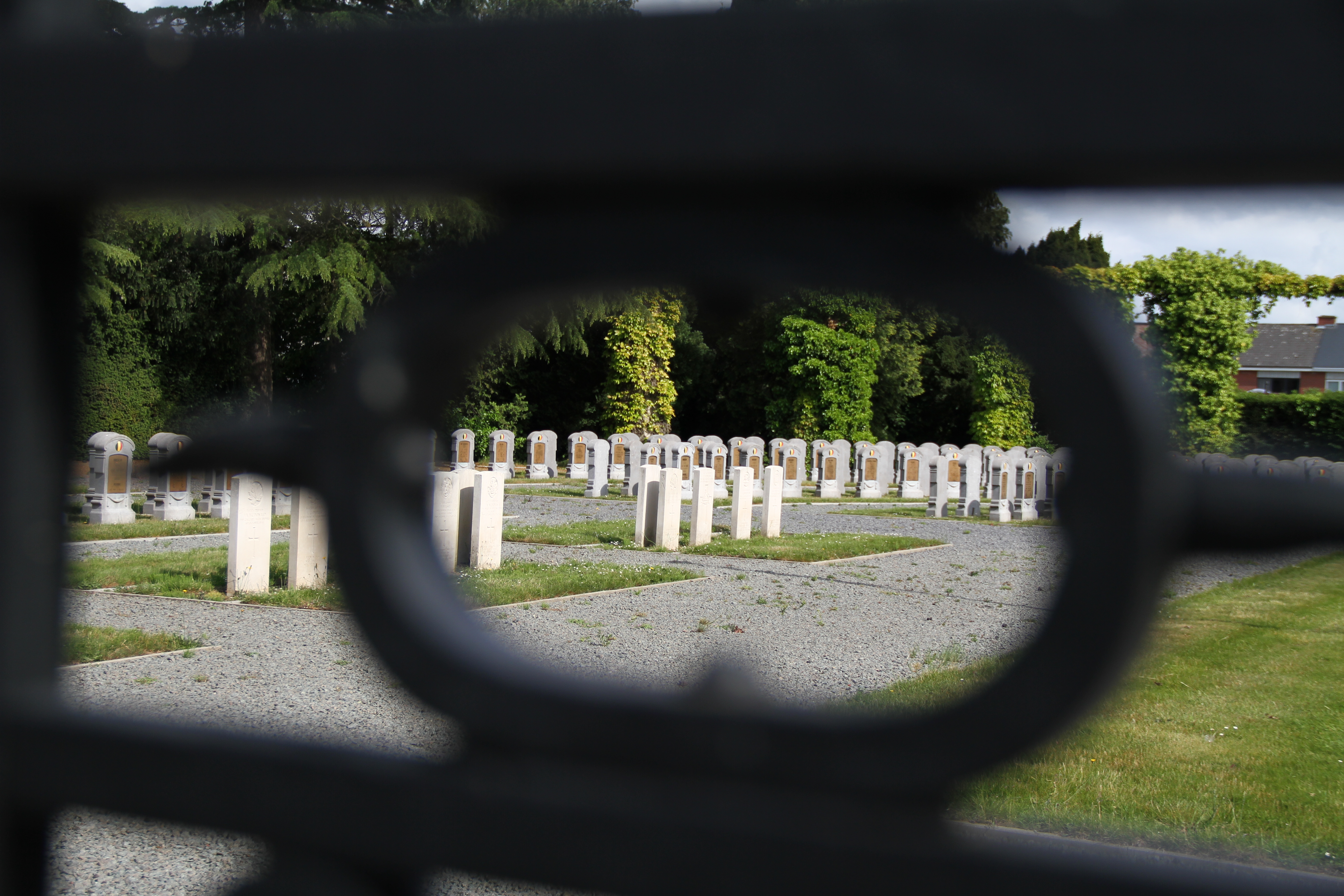

De Belgische militaire begraafplaats van Lier is een militaire begraafplaats met Belgische gesneuvelden uit de Eerste Wereldoorlog en Britse gesneuvelden uit de Tweede Wereldoorlog. Ze ligt aan de Mechelsesteenweg in de Belgische stad Lier, provincie Antwerpen, op 1700 m ten zuidwesten van de Grote Markt. De begraafplaats werd ontworpen door Edward Careels. Ze heeft een oppervlakte van 50 are en is aan de straatzijde afgesloten door een bakstenen muur met een balustrade van arduinen zuiltjes en dekstenen. De toegang bestaat uit een dubbel metalen hek. Achteraan het kerkhof bevindt zich een monument, gemaakt door de Duitse kunstenaar Georg Kolbe. Centraal ligt een grasperk waarin een houten kruis en een vlaggenmast staat.
Tot 1956 bevond zich naast het kerkhof ook een Duitse militaire begraafplaats, maar deze werd in 1956 ontruimd.

## Eerste Wereldoorlog
Op de begraafplaats liggen 490 Belgische gesneuvelden uit de Eerste Wereldoorlog. Onder hen zijn er 117 niet geïdentificeerde. De soldaten die hier liggen zijn omgekomen in de maanden september en oktober van 1914 tijdens de verdediging van de frontlijn achter de Nete.

## Tweede Wereldoorlog

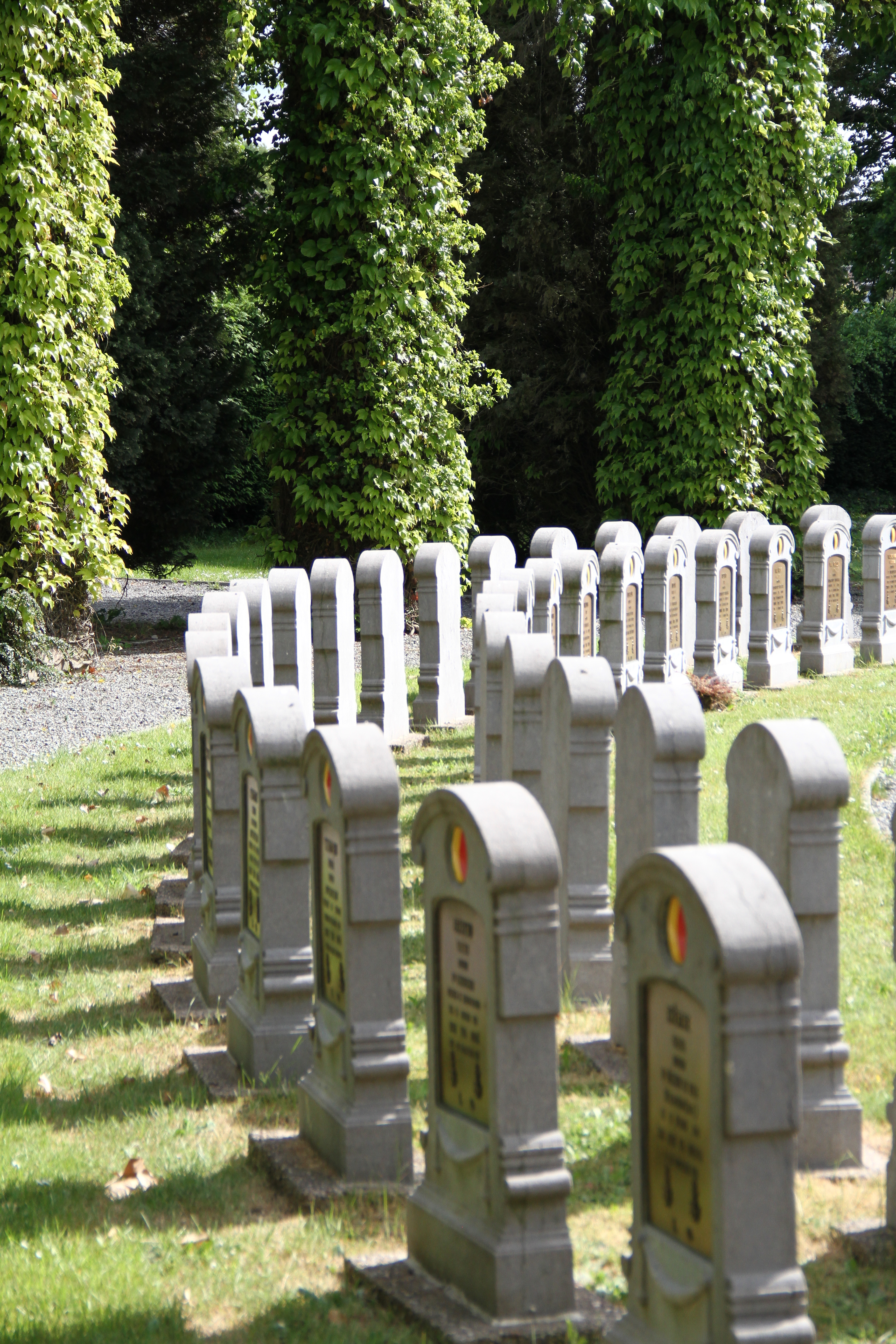

Op de begraafplaats liggen ook 32 Britse en 9 Canadese gesneuvelden uit de Tweede Wereldoorlog. Het waren gewonde soldaten die in het militair hospitaal van de stad verzorgd werden maar, na de bevrijding van de stad op 4 september 1944, aan hun verwondingen overleden en hier begraven werden. Sommige onder hen waren slachtoffers van de strijd tijdens de Slag om Arnhem in Nederland. Deze graven worden onderhouden door de Commonwealth War Graves Commission en zijn daar geregistreerd als Lier Belgian Military Cemetery.

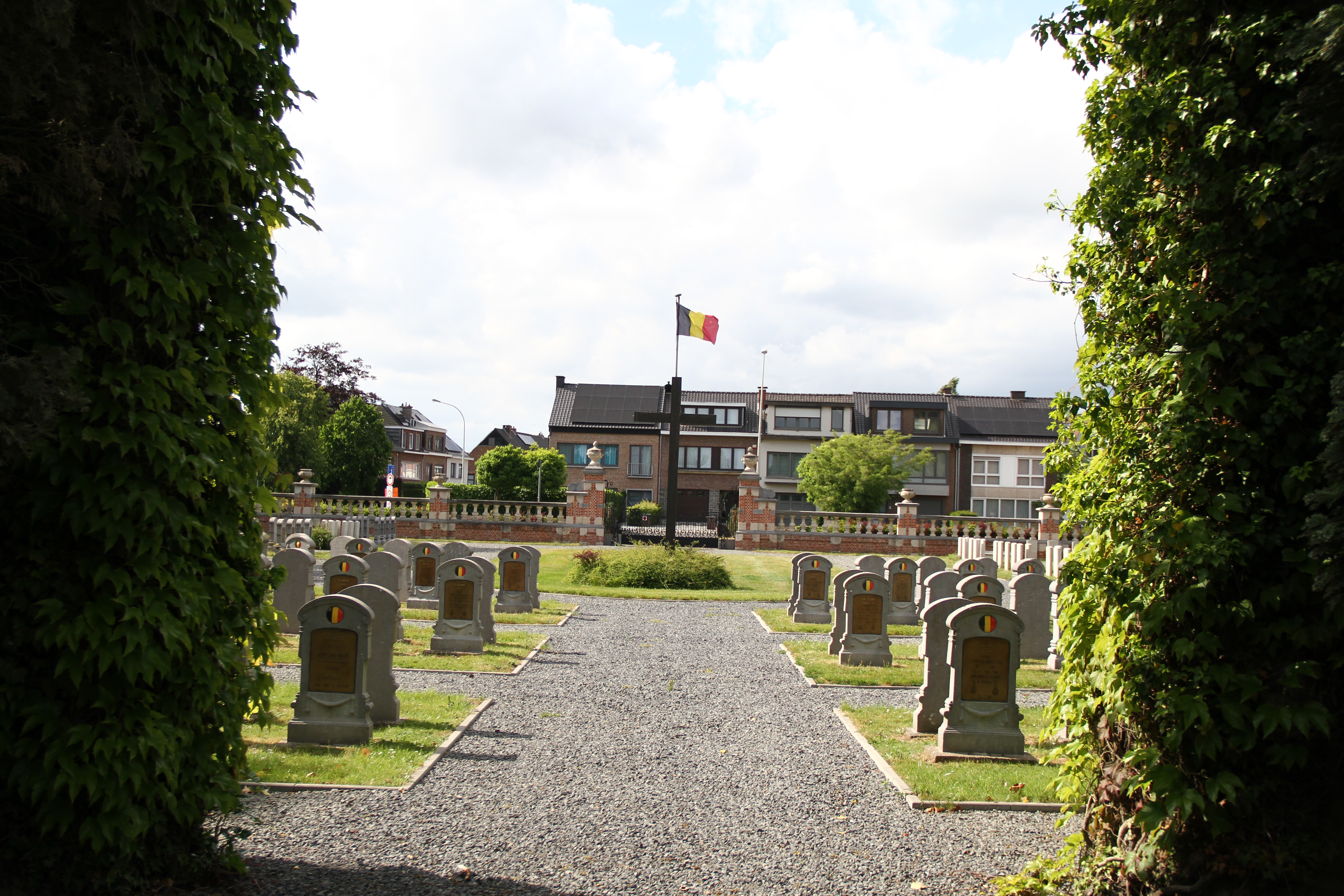

De begraafplaats werd in 2008 als monument beschermd.

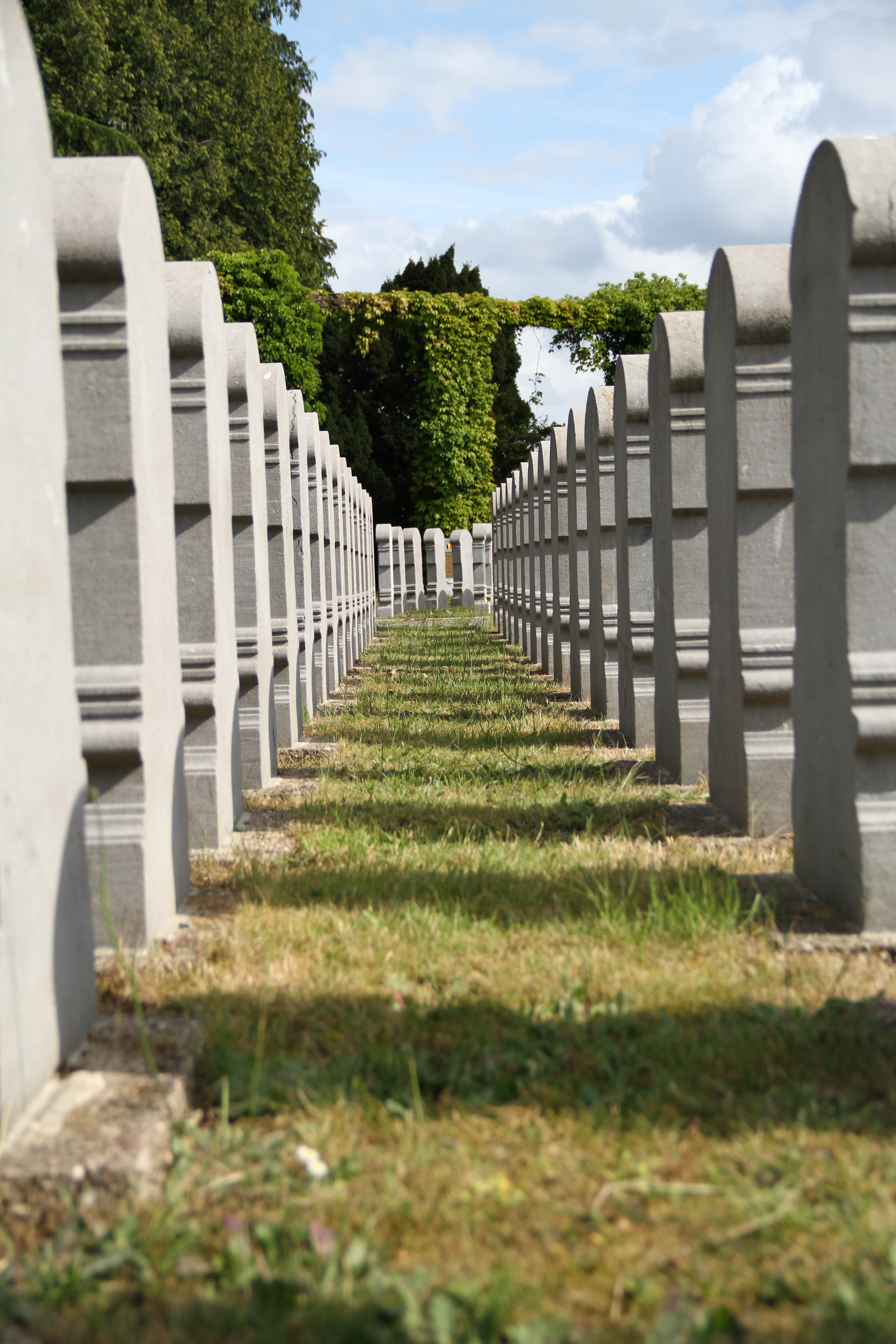